# بشار الحروب
بشار الحروب (1978-) فنان وأكاديمي فلسطيني، ولد في مدينة القدس، حاصل على البكالوريوس في الفنون الجميلة من جامعة النجاح الوطنية عام 2001، ويحمل درجة الماجستير في الفن المعاصر من مدرسة "وينشيستر للفنون" بجامعة "ساوثهامبتون" ببريطانيا منحة مؤسسة فورد في العام 2010، شارك بالعديد من المهرجانات المحلية والدولية وعدد من الإقامات الفنية في دول عربية وأوروبية، له أعمال ومقتنيات في كثير من المتاحف حول العالم.
حصل على الجائزة الأولى (غراند برايز) في الدورة الخامسة عشرة لبينالي الفن الآسيوي في بنغلادش عام 2012 وكان أول فلسطيني يحصل عليها.

## رؤيته الفنية
يتعامل الحروب مع مجموعة متنوعة من الوسائط بما في ذلك التصوير الفوتوغرافي وتركيب الفيديو والرسم واللوحات الفنية، ويتناول عمله بشكل مباشر الجدل الدائر حول المكان، فبدأ في الإنخراط بالبحث في الذات باستخدام الجسد كدال، ويتعامل مع الضعف الشخصي وتجربة القلق الوجودي المرتبط بقوة بقضايا مثل الدين والقومية والصراع وبناء الهوية. علاوة على ذلك فهو يبحث عن المعنى، ليس في العلامة الفردية بل في سياق المنفى والتشرذم، ويرى أن الحكايات والخرافات شكلت مصدرًا مهمًا لخلق عالمه المتخيل الذي قادته لدراسة الفن والتي كان لها دورًا مهمًا في صقل شخصيته وانفتاحه على فهم عوالم الفنون.
يعتقد أيضاً أن الصدمة والتوتر التي يخلقها الفن مهمة، لأن الفن لا يطرح الجماليات بالمفهوم التقليدي وتحقيق حالة من الإسترخاء والهدوء فقط، بل يرى دور الفن إثارة قضايا نحاول بالوضع الطبيعي أن لا نراها وأن نتعمد عدم رؤيتها، فالفن هو مرآة اللاوعي، إن المنجز البصري لبشار الحروب يجعله يتعامل مباشرة مع المناظرات والجدل حول المكان وكيفية أنسنته.

## إقاماته الفنية
شارك بالعديد من الإقامات الفنية الدولية منها:
- نيويورك Art Omi International artists Residency
- إقامة فنان في مؤسسة دلفينا/ لندن.
- إقامة فنان في قرية الفنانين مع المتحف الصيني للطباعة، شنجن - الصين.
- إقامة فنان ما بين نيويورك وبتسبرغ Matters Factory - أمريكا.
- إقامة فنان بيرجن/ النرويج.
- ورشة الفنانين الدولية / بريطانيا.
- ورشة الفنانين الدولية / الأردن.

## أعماله
يسعى الحروب في معظم أعماله لاكتشاف الذات بأدوات متجددة فمنها ما هو تركيبي ومنها ما هو تشكيلي.
- أعمال تركيبية ( فيديوآرت ):

1. معبد من السكر، 2018.
2. بوابة الى السماء، 2014.
3. لا مخرج، 2014.
4. عتبة، 2013.
5. المَطهر (الاعراف)، 2011.

- معارض تشكيلية.[10][11][12][13][14][15][16]

| الرقم | اسم المعرض    | الرقم | اسم المعرض              |
| ----- | ------------- | ----- | ----------------------- |
| 1     | أرض الملح     | 2     | تقصّي الحدود             |
| 3     | الحرب والرغبة | 4     | اللامكان                |
| 5     | الناسك        | 6     | الطريق تأخذني وأنا أريد |
| 7     | حديقة صامتة   |       |                         |

## مشاركاته الفنية
شارك بلوحاته في فلسطين وحول العالم بعدة مهرجانات ومؤسسات مختصة بالفنون المعاصرة منها:
- المتحف العربي للفن الحديث، قطر 2023.
- مهرجان أيام قرطاج للفن المعاصر، تونس 2023.
- معرض أرض الملح جاليري كريم عمان، الاردن 2022.
- معهد العالم العربي، باريس 2017.
- متحف الحرب الإمبراطوري، لندن 2015.
- مؤسسة المعمل للفن المعاصر 2014.
- مركز الفنون المعاصرة ICA، لندن 2012.
- بينالي الفنّ الآسيويّ الخامس عشر، بنغلادش 2012.
- معرض tracing boundaries غاليري زاوية، دبي2021.

## أعماله في العالم
سعت الكثير من المؤسسات والمتاحف على إقتناء وإدراج أعماله لديهم مثل:
- متحف الحرب الإمبراطوري في لندن.
- متحف بوسطن للفنون الجميلة بوسطن - الولايات المتحدة الامريكية.
- مؤسسة برجيل للفنون في الشارقة.
- متحف الطباعة الصينية في الصين.
- متحف بول فاليري- فرنسا.
- المتحف الوطني الأردني.
- المتحف الوطني البنغالي في بنغلادش.
- متحف جامعة بيرزيت في فلسطين.
- مجموعة بنك فلسطين في فلسطين.
- مجموعة مايكل أباتي في نيويورك.
- منصة الفن المعاصر الكويت في الكويت.
- مؤسسة دلول للفنون داف في بيروت.